# Über die Revolution

Die Freiheit führt das Volk
Eugène Delacroix, 1830

Über die Revolution (Originaltitel: On Revolution) ist ein 1963 erstmals erschienenes Werk der politischen Theoretikerin Hannah Arendt (1906–1975).
Die Autorin analysiert, interpretiert und vergleicht die Französische und die Amerikanische Revolution, wobei auch andere Revolutionen angesprochen werden. Ihr Hauptanliegen ist es, „die wesentlichen Charaktere des revolutionären Geistes“ (S. 225) zu bestimmen. Diesen revolutionären Geist erkennt sie in der Möglichkeit, etwas neu zu beginnen, und im gemeinsamen Handeln von Menschen. „In der Sprache des 18. Jahrhunderts heißen [die Prinzipien des revolutionären Geistes] öffentliche Freiheit, öffentliches Glück, öffentlicher Geist.“ (S. 284 und 286) In dieser Arbeit kritisiert Arendt weiterhin die Gesellschaften, die aus den Revolutionen entstanden sind, weil die Ideale beziehungsweise das Ziel der Revolution vergessen wurden und die heutigen Nationen nicht den demokratischen Ansprüchen der Revolutionäre genügten.

## Allgemeines

### Entstehung
Das Buch entstand, wie auch ihr philosophisches Hauptwerk Vita activa oder Vom tätigen Leben (engl. Originalfassung 1958), aus der Vorlesungsreihe „The United States and the Revolutionary Spirit“, die Arendt im Frühjahr 1959 an der Princeton University halten wollte. Veröffentlicht wurde es zuerst auf Englisch unter dem Titel On Revolution (1963). Zwei Jahre später wurde es in deutscher Übersetzung, die Arendt selbst, zum Teil in München und Zürich, angefertigt hatte, herausgegeben. Die Ausarbeitung des Buches überschnitt sich mit dem Eichmannprozess und der Ausarbeitung des Buches Eichmann in Jerusalem. Arendt plante auch ein „Politikbüchlein“. Die Ausarbeitung floss zum Teil in das Revolutionsbuch ein. Das „Politikbüchlein“ ist nie fertig geworden, aber Ursula Ludz hat Textfragmente im Buch Was ist Politik? postum herausgegeben.
Marie Luise Knott weist darauf hin, dass die englische Version On Revolution sich erheblich von der deutschen Version unterscheidet. Wolfgang Heuer schreibt, dass die deutsche Ausgabe in „Stil und Inhalt“ erheblich freier als bei einer bloßen Übersetzung von Arendt geschrieben wurde „und der Text statt der üblichen etwa 5 Prozent um 25 Prozent länger“ ist.

### Erste Reaktionen
Sie widmet ihr Werk Gertrud und Karl Jaspers, „in Verehrung – in Freundschaft – in Liebe“. Jaspers bewertet Über die Revolution in einem Brief „als ein Buch, das an Tiefe politischer Gesinnung und Meisterschaft der Ausführungen neben, vielleicht über Deinem Buch über die totale Herrschaft steht.“ Arendts zweiter Ehemann, Heinrich Blücher, dessen Einfluss auf das Buch nicht hoch genug einzuschätzen ist, da er sich selbst den Soldatenräten in der Novemberrevolution 1918 angeschlossen hatte, bewertet das Buch in einem Brief wie folgt: „Ich lese … Dein Revolutionsbuch noch mal. Es ist sozusagen noch besser geworden und wirklich, wie [Alfred] Kazin meint, Dein bestes Buch. Klar, wohl abgewogen und politisch urteilskräftig. Wenn es zur Wirkung kommt, wird es eine langwährende sein. Deine vorigen beiden Behandlungsweisen der Geschichte [im Totalitarismusbuch und Vita Activa] sind hier kräftig vereint.“

### Revolutionsbegriff
In der Einleitung weist Arendt darauf hin, was „das eigentliche Wesen von Politik [im Abendland] bestimmt hat … – die Sache der Freiheit gegen das Unheil der Zwangsherrschaft jeglicher Art“. (S. 9) Das Ziel einer Revolution kann „nichts anderes sein als eben Freiheit.“ (S. 10) Als Möglichkeit, dieser Freiheit politischen Ausdruck zu verleihen, sieht Arendt eher ein föderalistisches Rätesystem als die bekannten Formen repräsentativer parlamentarischer Demokratien.
Für Arendt sind Revolutionen eine Erfindung der Neuzeit. Kriege sind dagegen schon so alt wie die Menschheit. Arendt stellt die These auf, dass Kriege allmählich von der politischen Bildfläche verschwinden werden, während Revolutionen weiter das politische Geschehen beeinflussen werden. Gewalt ist nach Arendt zwar der gemeinsame Nenner von Krieg und Revolution, aber „Gewalt kann nie mehr, als die Grenzen des politischen Bereichs schützen.“ (S. 20)
Die Anfangsproblematik, wie der scheinbar ewige Kreislauf der menschlichen Geschichte zu unterbrechen sei, taucht in Arendts Werken immer wieder auf. Eine Revolution stellt einen Anfang, einen Neubeginn dar. Um diesen Neubeginn kreisen Arendts Gedanken. Wie ist er möglich? Wieso geschieht er? Warum hatte niemand vorher etwas davon gewusst? Wie ist er gewaltlos zu gestalten?

## Begriffsbestimmungen und Historisches
Arendt betont im ersten Kapitel („Der geschichtliche Hintergrund“) den großen Einfluss der US-amerikanischen Gesellschaft vor der Amerikanischen Revolution auf die europäischen Völker. Hier gab es schon einen »verblüffenden Wohlstand« (Robert Redslob). Allein diese Tatsache brach den ewigen Kreislauf der menschlichen Geschichte auf. Vorher galt es als natürlich, dass es Arme und Reiche gab. In Amerika gab es Arendt zufolge keine Armut, wie es sie noch in Europa gab, und dies sprach sich in Europa herum. Hingegen ist die eigentliche Amerikanische Revolution für die weiteren europäischen Revolutionen folgenlos geblieben. Ein weiterer wichtiger Grund, warum die Revolutionen in der Neuzeit ausbrachen, sei die Säkularisierung.
Nach Arendt kann man von einer „Revolution“ sprechen, wenn es den Handelnden um die Freiheit geht und ein neuer Anfang gemacht wird. Unter Freiheit versteht Arendt nicht Befreiung von Not, Elend oder Furcht. Diese Befreiung sei eher negativer Art, in fast jeder Staatsform möglich und eine gute Voraussetzung für eine Revolution. Positiv verstanden bedeute Freiheit die Möglichkeit, frei zu handeln. Und diese Erfahrung machten die „Männer der Revolution“ – eine Formulierung, die Arendt häufig benutzt. Es sei der „revolutionäre Geist“, der hier das erste Mal in unserer Zeitrechnung auftauchte, „nämlich das Verlangen, zu befreien und der Freiheit selbst eine neue Stätte zu gründen“. (S. 42)
Vor der Neuzeit gab es den heutigen Begriff der „Revolution“ nicht. Es existierten aber Wörter für Aufstände und Rebellionen. Laut Arendt wurde der Terminus Revolution zuerst von Kopernikus in der Astronomie benutzt, jedoch noch nicht im heutigen Sinne, sondern er „bezeichnete eine gesetzmäßig und kreisförmig verlaufende »revolvierende« Bewegung der himmlischen Körper“. (S. 50) Das Wort wurde im politischen Sinn das erste Mal im Jahr 1660 verwendet, als der Sohn Oliver Cromwells vertrieben wurde und Karl II. die Zustände vor der eigentlichen Revolution Cromwells – der Einführung einer Republik – wiederherstellte. Dies stellte, so Arendt, eine Restauration dar – genauso wie die Glorreiche Revolution.
Weiter führt sie aus, die Revolutionen des 17. und 18. Jahrhunderts seien „ursprünglich als Restaurationen gemeint und geplant“ (S. 52) gewesen. Die Herrschaft des Absolutismus sollte rückgängig gemacht werden und die früheren Zustände wieder hergestellt werden. Die Männer, die die Revolution begannen, wollten eigentlich eine Restauration. Erst im Handeln derselben Männer entstand ein Neuanfang – eine Revolution, die niemand vorhergesehen hatte.

Der Sturm auf die Bastille am 14. Juli 1789

Dem Wort „Revolution“ hafte seit dem 14. Juli 1789, dem Sturm auf die Bastille, etwas Unwiderstehliches an. Wenn erst einmal das alte Regime zusammengebrochen sei und „die Macht auf der Straße liegt“ (S. 59), sind Revolutionen nicht mehr aufzuhalten. Interessant für Arendt ist, dass diese Vorstellung für die weitere Geschichte der Menschheit Bedeutung erlangt, während die erfolgreichere Amerikanische Revolution folgenlos für das historische Bewusstsein blieb.
Aus der Amerikanischen Revolution haben demzufolge die folgenden Generationen nichts gelernt, aber die Französische Revolution habe als eine Schablone für die folgenden Revolutionen gedient. Es wiederholte sich immer wieder das, was Pierre Vergniaud gesagt hat: »die Revolution frißt wie Saturn ihre eigenen Kinder« (S. 60) Für die Zuschauer der Französischen Revolution außerhalb Frankreichs sah es so aus, als ob die Revolutionäre nicht die Richtung der Revolution bestimmen konnten und die Revolution mit dem ursprünglichen Ziel nichts mehr gemein hatte. Ein Handeln der Revolutionäre war anscheinend nicht mehr möglich. In den kommenden USA waren die Revolutionäre dagegen überzeugt davon, den revolutionären Prozess selbst zu steuern.
In diesem Zusammenhang kritisiert Arendt Hegel. Für Arendt ist „die schwerstwiegende Folge der Französischen Revolution die Geburt des modernen Geschichtsbegriffs in der Hegelschen Philosophie.“ (S. 63) Es war nicht mehr Politik ein Handeln in Freiheit, sondern historische Notwendigkeit bzw. die Macht der Geschichte, die die Menschen, die Menschheit vorantrieb. Aus der Französischen Revolution als Revolution und Gegenrevolution habe, so Arendts Interpretation, Hegel geschlossen, dass die Geschichte dialektisch verlaufe. Daraus habe sich für Hegel „dann die berühmte Dialektik von Freiheit und Notwendigkeit ergeben, in welcher diese beiden entgegengesetzten Begriffe schließlich zusammenfallen und ein und dasselbe besagen – was vielleicht das furchtbarste und menschlich gesprochen unerträgliche Paradox des gesamten modernen Denkens geworden ist.“ (S. 66)
Die Revolutionen des 19. und 20. Jahrhunderts imitierten das Schauspiel der Französischen Revolution. So zum Beispiel die Oktoberrevolution Russlands. Die Berufsrevolutionäre studierten Karl Marx, nach Arendt „der größte Schüler, den Hegel je gehabt hat“ (S. 9), und „der größte Theoretiker der Revolutionen überhaupt“ (S. 76), und übernahmen damit die verhängnisvolle Hegelsche Dialektik.

## Reich der Freiheit oder Reich der Notwendigkeit
Das zweite Kapitel des Buches ist mit „Die soziale Frage“ betitelt. Die Männer der Revolution wollten eigentlich eine Restauration, dann wurde die Freiheit das Ziel der Revolution. Das Ziel der Freiheit wurde von König Ludwig XVI. und den europäischen Mächten bedroht, so dass die Sansculotten den Revolutionären zu Hilfe kamen. Mit den Sansculotten erschienen die Armut und das Elend der Massen auf dem Schauplatz der Politik. Damit wurde die Freiheit der Notwendigkeit geopfert, denn Maximilien de Robespierre wollte den Sansculotten helfen. „Die Verwandlung der Menschenrechte in die Rechte der Sansculotten ist der Wendepunkt der Französischen und aller ihr folgenden Revolutionen.“ (S. 75)
Nach Arendt war „nichts wirksamer und auch origineller, als daß er [Marx] die dringende Not der Massenarmut politisch auslegte … und [er lernte] daß Armut ein politischer Faktor allerersten Ranges sein kann.“ (S. 77) Daraus leite Marx den Begriff der Ausbeutung ab, die zu bekämpfen sei. Damit erhob Marx die Bekämpfung der Massenarmut und damit die Produktion von Gütern zum obersten revolutionären Ziel und nicht mehr die Freiheit – die Befreiung der Menschen von Zwangsherrschaft.
Die Lösung für das Problem scheint auf in Lenins berühmter Formulierung, in der er das Ziel der Oktoberrevolution beschreibt: „Elektrifizierung und Sowjets“. Die Befreiung von Armut und Elend erkennt Arendt in der »Elektrifizierung«. Lenin meint nach Arendt also, dass Armut und Elend technisch gelöst werden können. In den »Sowjets« sieht Arendt die Lösung für die Freiheit – das Rätesystem. Trotzdem habe Lenin dies nicht umgesetzt, sondern alle Macht nicht den Räten, sondern der Partei gegeben.
Die Ideen der Französischen Revolution wurden nach Arendt von den Massen erdrückt. In Amerika gab es zwar Armut, aber keine Not und kein Elend wie in Europa. Thomas Jefferson prägte den Begriff der „lovely equality“, die in Amerika herrsche. Arendt weist jedoch auf „das furchtbare erniedrigende Elend der schwarzen Sklaven“ (S. 89) hin, das aber in der Öffentlichkeit nicht wahrgenommen worden sei. Für Arendt ist die „Leidenschaft des Mitleidens“ „die vielleicht gefährlichste aller revolutionären Leidenschaften“ (S. 91), die die europäischen Revolutionäre überfiel. In der Amerikanischen Revolution spielte diese Leidenschaft keine Rolle.
Nach Arendt wurde das Mitleiden der Revolutionäre am Elend des französischen Volkes von Robespierre zur Tugend schlechthin erklärt. Das Volk und nicht die Revolution stand nunmehr an erster Stelle. Der Volkswille wurde die entscheidende Macht. Hierbei kam Robespierre die Theorie von Jean-Jacques Rousseau über den „Allgemeinen Willen“ (volonté générale) zugute. Der „Allgemeine Wille“ eines Volkes bildet sich nach Rousseau, wenn „stillschweigend die Existenz eines äußeren Feindes“ (S. 98) vorausgesetzt wird. Dies eine das Volk bzw. die Nation. Rousseau ging aber noch weiter und vermutete, „daß der allen gemeinsame Feind im Innersten jeden Bürgers existiere“ (S. 98) Damit entstehe im Innersten eines jeden Menschen selbst ein Zweikampf. Der tugendhafteste Mensch ist nach Robespierre derjenige, der gegen seine eigenen Interessen handelt. Damit nehmen „die Terrortheorien von Robespierre bis Lenin und Stalin […] alle als selbstverständlich an, daß das Gesamtinteresse automatisch und ständig in Feindschaft liege mit dem Eigeninteresse jedes einzelnen Bürgers.“ (S. 100)
Das leidenschaftliche Mitleiden verhindere vernünftiges Handeln, weil die Menschen dann nicht mehr dächten, sondern nur noch tugendhaft handeln. Dieses „absolut Gute im Zusammenleben der Menschen [erweist] sich als kaum weniger gefährlich als das absolut Böse“. (S. 104) In diesem Zusammenhang weist Arendt auf die Erzählungen Der Großinquisitor in dem Roman Die Brüder Karamasov von Fjodor Dostojewski und Billy Budd von Herman Melville hin. Melville schreibt im Vorwort zu Billy Budd: „Wie war es möglich, dass gleich nach »Abstellung uralten Unrechts in der Alten Welt« … die [Französische] Revolution größeres Unrecht und schlimmere Unterdrückung beging als die Könige?“ (S. 111) Sein Roman ist die Umkehrung der Geschichte aus dem Alten Testament, in der Kain Abel erschlug. Arendt betont, dass das absolut Gute sprachlos ist und sich nicht mit Argumenten der Vernunft wehren kann. Deshalb schlägt das absolut Gute in Gewalt um, deswegen erschlägt Billy Budd seinen Peiniger.
Sie stellt dem leidenschaftlichen Mitleiden die Solidarität gegenüber. Solidarität ist auf Vernunft gegründet und kann das Handeln des Menschen lenken. Vernunft erscheint Rousseau zwar herzlos, aber „wo immer man die Tugend aus dem Mitleid abgeleitet hat, haben sich Grausamkeiten ergeben.“ (S. 114) Wenn in einer Menschenmasse erst einmal Gefühle und Emotionen durch leidenschaftliches Mitleiden erzeugt werden, wird die Masse alles tun – alles ist dann erlaubt.
Ein weiterer Aspekt ist, dass, wer in der Öffentlichkeit tugendhaft erscheinen will, seine Gefühle und Gedanken in die Öffentlichkeit trägt. Dies ist nach Arendt verhängnisvoll, da diese gerade nicht in die Öffentlichkeit gehören. Sondern „die Eigenschaften des Herzens bedürfen … des Schutzes gegen das Licht der Öffentlichkeit.“ (S. 122) Sind sie erst einmal öffentlich, so werden sie sofort misstrauisch betrachtet, sowohl von anderen als auch von einem selbst. Dies führe dazu, dass überall Verrat und Heuchelei vermutet wird. Alle sind irgendwie verdächtig. Dies verstärkte noch den Terror gegen jeden in der Terrorherrschaft Robespierres.
Die Öffentlichkeit, besser die herrschende öffentliche Meinung, kann zu einer Form der Tyrannei führen. Eine Meinung kann sich im einzelnen Menschen bilden, aber es gibt keine allgemeine Meinung eines Volkes. Dieser Ansicht waren die amerikanischen Revolutionäre. Notwendig ist aber ein Meinungsaustausch der Menschen innerhalb eines Volkes. Das Problem ist also, wie man diesen Meinungsaustausch vernünftig institutionalisiert.
„Die Männer, die die Schreckensherrschaft im 18. Jahrhundert losließen, waren noch guten Glaubens, und die Maßlosigkeit des Terrors war für sie kein Prinzip.“ (S. 127) Die Russische Revolution, wie auch alle anderen nachfolgenden Revolutionen, wiederholten das Schauspiel der Französischen Revolution, aber der Terror wurde in Russland permanent und bewusst im Herrschaftsapparat eingesetzt. Durch die Verbindung von Terror und Ideologie auf dem Hintergrund der Überzeugung von der historischen Notwendigkeit kam es wieder und wieder zu „Parteisäuberungen“. Feinde gab es anscheinend überall und wer unbeugsam war, wurde zum „»subjektiv« unschuldigen »objektiven Feind«.“ (S. 127) Ohne diesen Begriff sind laut Arendt weder die Säuberungen noch die Schauprozesse des Stalinregimes zu verstehen.
In diesem Zusammenhang geht Arendt, nachdem sie das Verhältnis von Sein und Erscheinung angesprochen hat, auf den Unterschied zwischen Heuchler und Lügner ein. Nach Sokrates gab es zwischen Sein und Erscheinung keinen Unterschied, Niccolò Machiavelli vermutete indes hinter jeder Erscheinung ein transzendentes Seiendes. Sokrates lehrte: „Sei, wie du anderen erscheinen möchtest.“ Machiavelli postulierte hingegen: „Erscheine, wie du sein möchtest.“ Nach Machiavelli ist es also für die anderen Menschen, die Welt und ihre Politik unerheblich, wie jemand in Wahrheit ist. Robespierre aber war „auf der modernen Jagd nach der Wahrheit“, die „im Schrecken der Tugend“ endete. Er ging allerdings nicht so weit, „die Maske des Verräters an Menschen auszuteilen, um sicher zu sein, daß in der blutigen Maskerade der «dialektischen Bewegungen» auch alle Rollen besetzt sind.“ Er glaubte noch nicht daran, die Wahrheit „fabrizieren“ zu können, „indem man von Zeit zu Zeit die Geschichtsbücher umschreibt.“ Sokrates und Machiavelli waren laut Arendt nicht von der Lüge, sondern von dem „vor aller Welt verborgenen Verbrechen [beunruhigt]“ (S. 128f).
Ein sokratischer Lügner bzw. Täter kann seine Taten vor der Öffentlichkeit verbergen, aber nicht vor sich selbst, wenn er in einen Dialog mit sich eintritt, wie Arendt es ausdrückt in den Dialog des Denkens. Der Täter ist demnach sein eigener Zeuge, „dem er Rede und Antwort stehen muß.“ (S. 130) Dieses „Tribunal“ wurde später Gewissen genannt. Dabei wurde vergessen, dass dieses Gewissen nicht funktioniert, „wenn Menschen sich weigern zu denken bzw. sich weigern, mit sich selbst zu sprechen und Umgang zu pflegen.“ (S. 131)
Da Machiavelli vom christlichen Glauben beeinflusst war, ist seine Lösung, dass der Täter seine Taten vor der Öffentlichkeit verbergen kann, dass er aber letztlich vor Gott treten muss. Seine Taten zählen nur vor Gott. Interessanterweise kommt Machiavelli nach Arendt so zu dem Ergebnis, „daß die Welt besser wird, wenn das Laster nicht in Erscheinung tritt.“ (S. 133) Aber der einzelne Mensch wird dadurch nicht besser.
Der Unterschied zwischen Lügner und Heuchler ist nun der, dass der Heuchler nicht denkt, sondern in sich so verlogen ist, dass er sich seiner Lügen nicht bewusst ist. Wenn der Heuchler in die Politik geht, kann er jede Rolle spielen und so betrügen, ohne ein schlechtes Gewissen zu haben, was ihn so gefährlich macht. Für Robespierre waren die absoluten Monarchen und der Hofadel die Heuchler. Sie wurden durch die Gesellschaft verdorben. Das einfache Volk war unverdorben und gut.
Im letzten Abschnitt des 2. Kapitels geht Arendt wieder auf die soziale Frage ein. Das Elend der Massen erdrückte die Französische Revolution. Es scheint so, als wären die Massen in einem Urzustand bzw. einem Naturzustand gewesen, als sie die Freiheit erlangt hatten. Da aber die Nationalversammlung den Massen genauso heuchlerisch vorkam wie ihnen Ludwig XVI. vorgekommen war, vertrauten sie dieser Institution nicht mehr.
Hinzu kam, dass die Tugend ohnmächtig wird und in unglaubliche Gewalt umschlägt, wenn die soziale Lage unerträglich ist. Arendt zieht daraus einerseits die Konsequenz, dass „jeder Versuch die soziale Frage mit politischen Mitteln zu lösen im Terror endet und daß nichts eine Revolution mit größerer Sicherheit zugrunde richtet als die Herrschaft des Schreckens, so ist doch andererseits zuzugeben, daß es sehr schwer ist, diesen verhängnisvollen Irrweg zu vermeiden, wenn die Revolution in einem Lande ausbricht, das unter dem Fluch der Armut steht.“ (S. 143) Die soziale Frage muss demnach vorher mit Hilfe der Technik oder Naturwissenschaften gelöst werden, bevor eine Republik mit politischen Freiheiten errichtet werden kann. Während der Amerikanischen Revolution spielte die soziale Frage keine Rolle – unter anderem, weil die Sklaven unsichtbar waren, sich im Reich der Finsternis befanden.

## Die Leidenschaft sich auszuzeichnen
Am Anfang des dritten Kapitels – „Der »Verfolg des Glücks«“ sagt Arendt, dass keine Revolution „von den Massen der Armen selbst spontan in die Wege geleitet wurde“. Revolutionen sind unmöglich in Staaten, in denen die Autorität des Staates noch relativ gut funktioniert. Sie sind „überhaupt nur möglich, wo die Macht auf der Straße liegt“. Revolutionen sind Folgen des Autoritätsverlusts des Staates, „sie sind niemals dessen Ursache.“ (S. 148)
Voraussetzungen für eine erfolgreiche Revolution sind neben dem Beginn des Zusammenbruchs des bestehenden Staatssystems, einige (>zehn) Menschen, die darauf vorbereitet sind, die Macht, die auf der Straße liegt, zu ergreifen.
Revolutionen brechen für die vorbereiteten Revolutionäre zwar immer überraschend aus, weil der Zeitpunkt unbekannt ist. Bekannt ist jedoch der bevorstehende Untergang des Staatssystems. So ahnte Charles-Louis de Montesquieu 40 Jahre vor der Revolution „den kommenden »Untergang des Abendlandes«“. (S. 149) Auch David Hume und Edmund Burke sahen den Untergang der Monarchie für England voraus, „nur der Zufall“ (ebd.) verhinderte diesen. Was sie bemerkten war der „Zusammenbruch der uralten römischen Dreieinigkeit von Religion, Autorität und Tradition“. (S. 150)

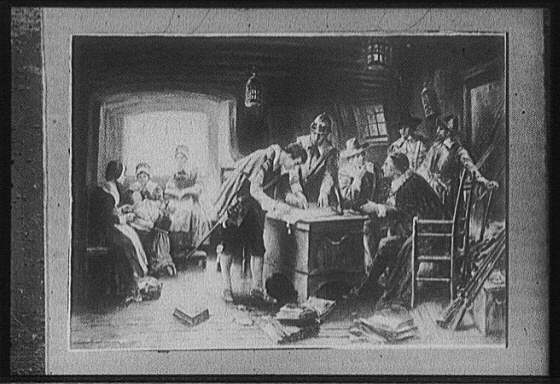
Unterzeichnung des Mayflower-Vertrages

Die Vorbereitung der Revolutionäre in Amerika und Frankreich bestand im Studium der Antike und vor allem der römischen Republik. John Adams, der zweite Präsident der USA, hat „Verfassungen gesammelt wie andere Leute Briefmarken.“ (S. 155) Aber die Revolutionäre glaubten nicht tatsächlich an eine Revolution, sondern „sie waren leidenschaftlich an öffentlicher Freiheit interessiert.“ (S. 151)
Der entscheidende Unterschied zwischen der Französischen und der Amerikanischen Revolution ist, dass die Franzosen keine Erfahrung auf dem Gebiet der Freiheit hatten, während die Amerikaner sich praktisch selbst verwalteten. So behauptet John Adams, dass »die Revolution vollzogen war, bevor der Unabhängigkeitskrieg begonnen hatte«. (ebd.) Grund sind die ‚townhalls‘, in denen sich das Volk selbst in den Städten und Gemeinden verwaltete und sich somit auch selbst Regeln gab. Das bekannteste Regelwerk ist der Mayflower-Vertrag.
In den townhalls lernten die Amerikaner ihre Freiheit zu gebrauchen. Es war für sie keine Last, Pflicht oder Bürde dort ein öffentliches Amt zu übernehmen, sondern einen Freude. Adams bemerkt, dass »die Leidenschaft sich auszuzeichnen … wesentlicher und bemerkenswerter« ist „als alle anderen menschlichen Antriebe und Fertigkeiten.“ (S. 152) Adams Hinweis auf Englisch: »a desire to be seen, heard, talked of, approved and respected by the people about him, and within his knowledge.« (ebd.)
In Frankreich herrschte der König absolut. Der Ballhausschwur war sein erster Versuch, in der Öffentlichkeit zu erscheinen. Aber dort waren nur die Vertreter der dritten Stände versammelt, die nicht das Volk repräsentierten. Die Verankerung der „hommes de lettres“, der gebildeten Klasse in Frankreich, war im französischen Volk, im Unterschied zu Amerika, nicht gegeben. Auch fehlten in Frankreich solche Institutionen wie die 'townhalls'. Es gab also in Frankreich nicht die Möglichkeit, eine Verfassung mit dem gesamten Volk oder dessen Repräsentanten zu diskutieren.
In Amerika ist die Gründung eines neuen politischen Gemeinwesens auf der Grundlage einer Verfassung gelungen, aber es ist nicht gelungen „den Geist und die Prinzipien des Gründungsaktes in dauernden Institutionen festzuhalten.“ (S. 162) Vor allem das Streben nach öffentlichem Glück – »pursuit of happiness« (Jefferson) – verschwand. Gemeint ist damit die Erfahrung des revolutionären Geistes in Freiheit zu handeln und sich in der Öffentlichkeit auszuzeichnen – »die Leidenschaft sich auszuzeichnen« (Adams). Die Privatinteressen setzten sich an diese Stelle. Das Glück wurde nicht mehr im „«öffentlichen Glück»“ (S. 163) gesucht, sondern in den Privatinteressen, „in dem Recht auf rücksichtslose Verfolgung des Eigennutzes.“ (S. 174)
Arendt spricht den Amerikanern nicht ihre Leistung ab, Armut und Elend verringert zu haben, aber „es wäre durchaus möglich, daß die Republik an dem Reichtum und der Konsumbesessenheit ihrer Gesellschaft zugrunde geht“. (S. 178)
Indem sie „Privatmensch“ und „Bürger“ einander gegenüberstellt und vor dem Überwiegen der Verfolgung von Privatinteressen warnt, kritisiert sie die Denunziation und Entlarvung des Öffentlichen als Sphäre von Eitelkeit, Ehrgeiz und Machtwillen, die Wut des „«gemeinen Mannes»“ gegen die „«großen Herren»“ im Namen der Demokratie. Sie konstatiert die Flucht „in die neue «Innerlichkeit des Bewußtseins» als der einzig «angemessenen Domäne menschlicher Freiheit».“ (S. 181) „So entstand ein Kampf im Schoß der Gesellschaft selbst, in der Individuen um ihre Individualität kämpften. Und diesen Kampf verloren sie, die Gesellschaft wurde immer konformistischer und wurde «mit der Individualisierung des Individuums» genauso fertig, wie der ‚bourgeois‘ mit dem ‚citoyen‘ fertigwurde.“ (S. 182)

## Ein Anfang
Im vierten Kapitel – „Die Gründung: Constitutio Liberatis“ – geht Arendt auf die Staatsgründung der Vereinigten Staaten ein. Besonders wichtig ist für Arendt der Gründungsakt selbst. Eine Verfassung, die von Verfassungsexperten ausgearbeitet und dann dem Volk vorgesetzt wird, konstituiert keinen stabilen Staat. Solche Verfassungen, ein Beispiel ist die Weimarer Verfassung, werden von der Bevölkerung misstrauisch betrachtet. Sie haben keine Autorität und sind nicht im Volk verwurzelt.

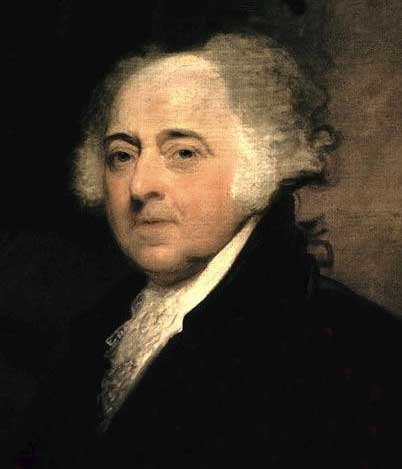
John Adams

Das amerikanische Volk befreite sich im Unabhängigkeitskrieg von England, und parallel dazu gründete es eine Republik. Ohne diese Neugründung hätte es sich lediglich um eine Rebellion und nicht um eine Revolution gehandelt. Eine Rebellion ohne eine Neugründung würde im Chaos enden. John Adams weist darauf hin, dass »ohne eine Verfassung weder Moral noch Reichtum, noch die Disziplin der Armee, noch sie alle zusammen auch nur das Geringste ausrichten können«. (S. 185)
Die amerikanischen Revolutionäre lehnten sich an Montesquieus Lehre von der Gewaltenteilung an, die bis zu Aristoteles bzw. Polybios zurückverfolgt werden könne. Es ging den Gründervätern darum, Macht zu etablieren, da sich der lose Staatenbund der Konföderation als ungeeignet erwiesen hatte.
John Adams, der „am tiefsten von Montesquieu beeinflusst“ (S. 149) war, stellt sich die Frage, „wie man Macht gegen Macht ausbalancieren könne“ (ebd.). Wie kann die Macht der damals 13 Einzelstaaten nicht zur Ohnmacht des gesamten Systems bzw. andersherum zur Ohnmacht eines Einzelstaates werden? Wie können sich Legislative, Exekutive und Judikative nicht nur gegenseitig kontrollieren, sondern insgesamt auch noch mehr Macht erzeugen? Die Lösung ist, dass die „Teilung der Macht ein Gemeinwesen mächtiger macht als ihre Zentralisierung“. (S. 198)
Arendt macht weiter darauf aufmerksam, dass auf James Madisons Argumente hin das System der „checks and balances“ eingeführt wurde. Dieses neue System „war im Unterschied zu den Bill of Rights, von keiner Tradition vorgezeichnet, sondern ausschließlich aus dem Geist der Revolution entstanden.“ (S. 201) Hier vollendet sich das Ziel der Revolution, die „Gründung der Freiheit“.
Nach Arendt suchten die Männer der Französischen Revolution nach einem Ursprung für die Quelle aller Macht. Im Absolutismus war der König göttlichen Ursprungs. In seiner Person waren Gesetzgeber und Macht vereinigt. Die französischen Revolutionäre stellten das französische Volk an die Stelle des Königs, es war „die Quelle aller legitimer Macht“, und „der Wille des Volkes bildete den Ursprung der Gesetze.“ (S. 204) Den amerikanischen Revolutionären stellte sich dasselbe Problem, aber niemand „kam auf die Idee, Gesetz und Macht aus der gleichen Quelle abzuleiten. Der Ort der Macht wurde ins Volk verlegt, aber die Quelle aller Gesetze sollte die Verfassung werden.“ (ebd.)
Durch den Gründungsakt wurde die amerikanische Verfassung für das Volk „ein objektiver Bestandteil der Welt, der dem subjektiven Belieben ihrer Bewohner entzogen war.“ (S. 204) Die französischen Verfassungen wurden von dem Volkswillen häufig geändert und gaben somit keine Stabilität. „Ein Gebilde, das man auf dem Nationalwillen errichtet, [ist] auf Sand gebaut.“ (S. 212) Dass dann aus solch einem Nationalstaat leicht einen Diktatur entstehen kann, ist besonders in Krisenzeiten immer wieder bestätigt worden.
Im letzten Abschnitt des 4. Kapitels betont Arendt die günstigen Umstände der Amerikanischen Revolution. Die Auswanderer hatten schon vor der Revolution über 150 Jahre Zeit, sich in der Selbstverwaltung zu üben. So betont Alexis de Tocqueville, dass »die Amerikanische Revolution mit ihrer Lehre von der Volkssouveränität in den townships aus-[brach] … und von dorther den Staat in Besitz [nahm]«. (S. 215) Das Volk war also „nichts Absolutes … sondern eine gegenwärtige Realität.“ (ebd.)
Das große Beispiel, das sich danach auch herumsprach, war der Mayflower-Pakt. Hier gaben sich die Pilgrimväter noch an Bord des Schiffes einen Vertrag, der auf gegenseitigen Versprechen und Vertrauen beruhte. Diese Erfahrungen waren nach Arendt wesentlicher als alle Theorien von Montesquieu, Rousseau und anderen, denn »Vernunft kann in die Irre leiten« (John Dickinson, S. 219). So knüpft auch John Locke in seinen Vertragstheorien (Gesellschaftsvertrag) daran an, ohne direkt darauf hinzuweisen, wie Arendt behauptet.

Die Unterzeichnung der amerikanischen Unabhängigkeitserklärung. Gemälde von John Trumbull (um 1816)

In diesem Zusammenhang unterscheidet Arendt zwei Verträge. Einerseits den Vertrag zwischen Menschen, der auf dem Vertragsakt und dem ihm zugrunde liegenden Versprechen beruht. Andererseits gibt es den „Gesellschaftsvertrag zwischen einer bereits existierenden Gesellschaft und einem außer ihr stehenden Herrscher“. (S. 221) Im ersten Fall verliert das einzelne Individuum zwar Macht, gewinnt sie jedoch durch den Akt des Versprechens wieder zurück. Außerdem wird die Isolierung der Individuen voneinander dadurch verringert. Im zweiten Fall entsteht durch die Zustimmung der Bürger ein Rechtsstaat, der aber gerade die Isolierung der Individuen schützt und insgesamt über weniger Macht verfügt.
Für Arendt ist diese praktische Erfahrung der amerikanischen Siedler „die elementare Grammatik allen politischen Handelns … nach deren Regeln menschliche Macht sich entwickelt oder zugrunde geht.“ (S. 224)
In der Französischen Revolution hatte die Nationalversammlung, im Gegensatz zur Amerikanischen Revolution, kein wirkliches Mandat der Bevölkerung. Die französischen Revolutionäre gingen vom „«guten Menschen»“ (S. 225) aus, während die amerikanischen Revolutionäre pessimistischer waren. Sie machten die Erfahrung, „daß das wechselseitige Band von Versprechungen, Verträgen und Bündnissen stark genug ist, um das naturhaft Böse in den einzelnen Individuen unter Kontrolle zu halten.“ „Der Mensch ist schlecht, das war eigentlich ihre Meinung, und nur wenn er sich mit seinesgleichen zusammenschließt, kann aus ihm noch was Ordentliches werden.“ (S. 226)

## Paradoxon des Anfangs
Das fünfte Kapitel hat den Titel „Novus Ordo Saeclorum“, in Arendts Übersetzung: „absoluter Neuanfang“ oder „Neugründung“. Zunächst definiert sie Autorität, Macht und Gewalt. „Autorität“ beruht auf dem Gehorsam eines Menschen gegenüber einem Befehlenden, der seine Autorität durch überlegenes Wissen oder Ähnliches erlangt. „Macht“ beruht darauf, dass „die Glieder eines Machtverbandes sich auf etwas geeinigt haben und nun einmütig handeln“. (S. 232) Macht beruht also auf einem Vertrag, der in gegenseitigem Versprechen und Vertrauen gründet. „Gewalt“ bewirkt, dass jemand einem anderen gehorcht, weil dieser Gewaltmittel – z. B. eine Pistole – hat. Diese Unterschiede werden laut Arendt oft verwischt.
So unterschieden die französischen Revolutionäre nicht zwischen Macht und Gewalt. Der absolute König und seine Bürokratie hatten Gewalt über die Bevölkerung in Frankreich, Macht hatte niemand, da es nur feudale Körperschaften gab; „diese Gewalt sollte nun durch die Revolution auf das Volk übertragen werden.“ (S. 233) In der Sprache der Revolutionäre sollte alle Macht beim Volk liegen. Durch die Gewalt der Revolution wurden alle Institutionen des Ancien Régime hinweggefegt. Doch aus schierer Gewalt entsteht, so Arendt, keine Macht. (S. 235)
Die amerikanischen Revolutionäre unterschieden dagegen „zwischen dem Ursprung der Macht, der »unten« im Volk lag, und der Quelle des Gesetzes, die gleichsam von »oben«, in einer wie auch immer transzendenten Region angesetzt war“. (S. 237)
In beiden Revolutionen erscheint das Bedürfnis nach einem Absoluten, das die von Menschen erschaffenen Gesetze legitimiert. Mit der Frage, wie man einen Anfang machen kann, „dessen Autorität nicht angezweifelt werden kann“ (S. 237f), waren die Männer beider Revolutionen beschäftigt. Die französischen Revolutionäre vergöttlichten zunächst das Volk, indem sie die Gesetze als Ausdruck des Allgemeinwillens ansahen. Sie machten die Revolution selbst zur Quelle allen Rechts, die unentwegt neue Verordnungen erließ, welche alsbald hinweg gefegt wurden. Hingegen suchten die amerikanischen nach einem »unsterblichen Gesetzgeber«. (ebd.) Die Revolutionäre kamen, obwohl sie sich als aufgeklärte Menschen bezeichneten, immer wieder zu Lösungen, die auf Religion beruhten (Deisten). Die einzige Ausnahme unter den politischen Theoretikern war nach Arendt Montesquieu.
Dieses Problem kann man, so Arendt, aus neuerer (1963) Perspektive besser verstehen, weil es ein historisches und kein sachliches darstellt. Gerade die römische Republik kannte den Absolutheitsanspruch nicht. Die Gesetze waren für die Römer nicht göttlichen Ursprungs, sondern regelten die Verhältnisse zwischen den römischen Bürgern und die Beziehungen mit den neuen Bundesgenossen. Nachdem das Römische Reich zusammengebrochen war, übernahm die Kirche auch den politischen Raum. Somit wurden „die weltlichen Gesetze also lediglich als der nur-weltliche Ausdruck göttlich-offenbarter Gebote“ (S. 244) wahrgenommen. Diese Gebote hatten Befehlscharakter und verlangten blinden Gehorsam. Jefferson beruft sich, trotz aller Aufgeklärtheit, auf »den Gott der Natur« (S. 245) – das Naturrecht kann nur verpflichtend sein, „wenn es selbst noch mal göttlich sanktioniert ist.“ (ebd.)
Arendt folgert, dass durch „solche Verabsolutierung wieder eine Art despotische Gewalt in den politischen Raum eingeführt wurde“ (S. 248). Jefferson sei sich der Paradoxie bewusst gewesen, wenn der feststellte, die amerikanischen Revolutionäre hätten sich aus politischer Einsicht, auf etwas Absolutes „geeinigt“, was absurd sei. (S. 248)
Weiterhin betont Arendt den Gründungsakt der Amerikanischen Revolution. Die ersten Siedler machten einen revolutionären Neuanfang. Zwar übernahmen sie den Gebots- und Verbotscharakter der Gesetze aus der europäischen Tradition, doch führten sie auch die Begriffe wie „Glück“ und „Freiheit des Handelns“ in die Politik ein. Dem Ansturm der Moderne hielten die religiösen Sanktionen im politischen Bereich nicht stand, die staatlichen Gebilde der Revolutionen „zerbröckelten“ in Europa, nicht jedoch in Amerika. Die „Wahrheiten“ der Amerikanischen Revolution beruhen nunmehr allein auf dem „Gründungsakt“. (S. 252f)
Sie hebt den Einfluss der Römischen Republik auf die Amerikanische Revolution hervor und beschreibt eindeutige Parallelen: Für die Römer war die Gründung der ewigen Stadt (Rom) (753 v. Chr.) der Neuanfang. Autorität, Tradition und Religion entsprangen alle der gleichen Quelle, „der Gründung der Stadt, das war und blieb von Anfang bis Ende Rückhalt römischer Geschichte.“ (S. 259) Theoretisch zwar versuchten die amerikanischen Revolutionäre die Problematik des Anfangs mit dem oben geschilderten Bezug auf ein Absolutes zu lösen. In der Praxis aber war das römische Vorbild ausschlaggebend.
John Quincy Adams beschreibt, wie die amerikanische Verfassung »unter dem Druck bitterster Notwendigkeit einer höchst widerwilligen Nation hat abgezwungen« (S. 255) werden können. Nachdem dies aber geschehen war, wurde diese Verfassung fast religiös verehrt. „Die Verehrung, die man in Amerika der Verfassung zollt, (hat) nichts mit dem, was wir gewohnlich unter Religion verstehen, zu tun. Hinter ihr steht kein christlicher Glaube an den geoffenbarten Gott und kein jüdischer Gehorsam, den man dem Schöpfer und Richter der Welt schuldet.“ (S. 255) Die Stabilität der amerikanischen Republik verdankt sie „der Autorität, die der Gründungsakt und das Einen-neuen-Anfang-Setzen in sich tragen.“ (S. 256)
Die Autorität im amerikanischen Staatsapparat verlegten die Revolutionäre „von dem (römischen) Senat auf den Obersten Gerichtshof.“ (S. 257) Dies ist für Arendt die bedeutendste Veränderung. Der Oberste Gerichtshof verfügt zwar nur über „Urteilskraft“, aber im amerikanischen System der Checks and Balances ist er die entscheidende Institution.
Die Römer bevorzugten nach Arendt Aeneas (der seinen Vater Anchises aus dem brennenden Troja trug) als Ahnherren und nicht Romulus (der seinen Bruder Remus erschlug). Vergils Geschichte des Aeneas ist demnach eine Umkehrung der homerischen Kriegs- und Siegesordnung und damit eine radikale „Umwertung griechisch homerischer Tugenden.“ (S. 269) Am Ende eines Krieges kannten die Griechen nichts anderes als den „Sieg für den einen und den Tod oder die Schande der Knechtschaft für die anderen.“ (ebd.) Anders die Römer, die die Besiegten zu Bundesgenossen durch Gesetze machten. Die Anfangsproblematik stellt sich den Römern nicht, da die Gründung Roms nicht als absoluter Neuanfang gesehen wurde, sondern als die Wiedergeburt Trojas.
Die Autorin wendet sich ausdrücklich gegen die „klassischen Ursprungslegenden“, nach denen die Gewalt und das Verbrechen am Anfang menschlicher Geschichte stehen. Die Gründung Roms und auch die Amerikanische Revolution sind für sie Beispiele eines Neuanfangs ohne Gewalt. Denn „diese Revolution [d. i. die Amerikanische] ist bewusst und in gemeinsamer Beratung entfacht und auf der Grundlage wechselseitiger Verpflichtungen und Versprechen zu einem guten Ende geführt worden.“ (S. 275) Die Basis wurde von „der vereinten Macht der Vielen gelegt.“ (ebd.)
Arendts politische Philosophie beruht auf dem Gedanken der »Gebürtlichkeit« (Natalität). Für sie ist jeder Mensch eine neue Hoffnung, weil er einen Neuanfang darstellt. Die Lösung für die logisch unlösbare Aufgabe, einen neuen Anfang zu machen, sieht sie im Menschen selbst, der „gleichsam existentiell vorbestimmt ist, insofern er ja selbst einen Anfang darstellt“. (S. 272) Für Arendt stellt die Amerikanische Revolution ein Beispiel dafür dar, „daß der Mensch in der Tat dies vermag – einen Anfang machen, novus ordo saeclorum.“ (S. 276)

## Bedeutungsverlust des Politischen Raums
Im sechsten Kapitel mit dem Titel „Tradition und Geist der Revolution“ stellt Arendt die Thesen auf, dass einerseits in Europa kaum Interesse an der amerikanischen Revolution vorhanden sei, die zumeist nicht in die Geschichte der großen Revolutionen eingeordnet werde und dass andererseits in den USA der Geist der Revolution verschwunden sei. Anschließend wendet sie sich den Folgen zu, die „Unkenntnis“ und „Versagen“ der Amerikanischen Revolution mit sich bringen, und versucht, „die geschichtlichen Ursachen“ dafür zu bestimmen. (S. 282)
Im Gegensatz zur Französischen Revolution herrsche in Bezug auf die Amerikanische Revolution ein „fatale(r) Gedächtnisschwund“. In Amerika selbst gab es kein „gesichertes Andenken“ an die Revolution. Die Ablehnung begrifflichen Denkens in Amerika habe dazu geführt, „daß die gesamte Deutung amerikanischer Geschichte seit Tocqueville unter den Einfluss von Begriffen und Theorien geraten ist, deren Erfahrungsquellen aus anderen geschichtlichen Zusammenhängen stammen.“ (S. 283)
Das Scheitern der Französischen Revolution wurde ausführlich analysiert, aber die Amerikanische Revolution geriet in Vergessenheit, und das weitere Bestehen der amerikanischen Republik rief wenig Anteilnahme hervor. So ist „die Tradition der Französischen Revolution … die einzige revolutionäre Tradition, die es überhaupt gibt.“ (S. 284) Eine Folge dieses Vergessens sei, dass die eigene revolutionäre Tradition in der US-Außenpolitik keine Rolle spiele.
„Seit dem Zweiten Weltkrieg hat sich die Außenpolitik der Vereinigten Staaten von keinem Motiv wirkungsvoller beeinflussen lassen als von dieser Revolutionsangst, deren einziges Ergebnis die vielfachen und verzweifelten Versuche sind, überall den status quo zu stabilisieren, was im Grunde kaum je etwas anderes heißen konnte, als die Macht und das Prestige Amerikas zugunsten überalterter und korrupter Regierungen, Gegenstand des Hasses und der Verachtung ihrer eigenen Bürger, in die Waagschale zu werfen.“ (S. 279)
Eine weitere Folge sei die mangelnde Urteilskraft der Vereinigten Staaten im Umgang mit den revolutionären Regierungen Russlands, Chinas und Kubas. Die Freiheit beruhe nicht auf einem bestimmten Wirtschaftssystem. Die wirklichen politischen Freiheiten sind Gedanken- und Redefreiheit, Versammlungs- und Organisationsfreiheit. Die «ideologischen» Konflikte zwischen Ost und West ergäben sich nicht aus der Verschiedenheit zweier Wirtschaftssysteme, sondern nur aus dem Gegensatz zwischen Freiheit und Zwangsherrschaft, zwischen den «Institutionen der Freiheit», welche dem Triumph einer Revolution zu verdanken seien und verschiedenen Herrschaftsformen, welche aus der Niederlage von Revolutionen entstanden seien. (S. 281)
Die geschichtlichen Ursachen für den Verlust des revolutionären Geistes sieht Arendt in dem Bemühen der Revolutionäre, nicht nur etwas Neues zu gründen, sondern auch diesem Neuen Stabilität und Dauerhaftigkeit zu sichern. Diese beiden Ziele widersprechen sich Arendt zufolge. Eigentlich müsste der Gründungsakt von jeder Generation wiederholt werden, was jedoch die Stabilität gefährden würde.
Die amerikanischen Revolutionäre waren durch das Studium der Demokratie in der griechischen Antike zu dem Ergebnis gekommen, dass die Demokratie absolut instabil sei. Kritikpunkte waren im Einzelnen „der Wankelmut der Bürger, der Mangel an Sinn für die öffentlichen Angelegenheiten [und] die Neigung, von Stimmungen und Emotionen hin und hergerissen zu werden“. (S. 289)
Um diese Gefahren zu kontrollieren, schufen sie den Senat, um mit ihm die Vertretung der öffentlichen Meinung zu institutionalisieren und die Institution des Repräsentantenhauses, um die unterschiedlichen Interessen zu repräsentieren. Doch den Revolutionären gelang es durch die Schaffung dieser beiden neuen Institutionen und die Institutionalisierung des Obersten Gerichtshofes nicht, den Geist der Revolution zu erhalten.
Was von der Revolution übrig blieb, war die Sicherung der Grundrechte, die Sorge um das private Wohlergehen der größten Zahl, das Wissen um die Macht der öffentlichen Meinung und die Fähigkeit, „pressure groups“ zu bilden. Dies sind nach Arendt gesellschaftliche Werte, aber keine politischen Prinzipien wie „öffentliche Freiheit, öffentliches Glück und öffentlicher Geist.“ (S. 284)

## Rätesystem als Alternative
Der Einzige unter den amerikanischen Revolutionären, der „den entscheidenden Fehler der neuen Republik“ (S. 302) zumindest ahnte, war Jefferson. Er sah das Problem, dass nur die erste Generation in Freiheit handeln und einen Neuanfang machen konnte. Er suchte nach Lösungen, wie jede Generation sich in einem Staat neu konstituieren kann.
Jeffersons Kritik besagte, dass die amerikanische Republik „zwar dem Volk die Freiheit [gab], aber sie enthielt keinen Raum, in dem diese Freiheit nun auch wirklich ausgeübt werden konnte.“ (S. 302)
Das repräsentative System schaffte es nach Jefferson nicht, das alte Prinzip von Herrschern und Beherrschten aufzuheben. Der öffentliche Raum gehört hier nur den gewählten Abgeordneten. Das Volk verlor jede Möglichkeit der politischen Anteilnahme an öffentlichen Angelegenheiten. Entweder verfällt das Volk hierauf in Lethargie oder leistet Widerstand gegen die Staatsmacht.
Ein Lösungsvorschlag Jeffersons war, dass jede Generation »das Recht [hat], selbst die Staatsform zu wählen.« (S. 301) Dies würde bedeuten, dass ca. alle 19 Jahre ein Neuanfang gemacht werden müsste. Arendt betont, dass dies „zu phantastisch“ (ebd.) sei, weil dann erstens nichtrepublikanische Regierungen entstehen könnten und zweitens der Neuanfang zur Routine werde.
Der Verlauf der Französischen Revolution war, so argumentiert sie, genau umgekehrt. Während der Revolution entwickelten sich „die ersten schüchternen Ansätze einer neuen politischen Organisations- und einer bis dahin unbekannten Staatsform.“ (S. 353) Die erste Pariser Kommune mit ihren 48 Sektionen stellt für Arendt den ersten Ansatz einer Räterepublik dar. Innerhalb der Sektionen ging es inhaltlich um Aufklärung und Informationen über neue Gesetze und über alles, was mit Freiheit, Gleichheit usw. zu tun hat. Im Prinzip war Meinungsaustausch und eine darauf beruhende Meinungsbildung ihre wesentliche Aufgabe. Nach Arendt wurde ihre parteipolitische Neutralität den Sektionen zum Verhängnis. Den Jakobinern wurde die Macht der Sektionen zu groß.
Die Sektionen bestanden damals noch aus zwei Elementen, der „Straße, die sich zusammenrottet“ und „dem neuen öffentlichen Volksgeist, der sich organisiert“. (S. 313) Der Konflikt bestand zwischen den „Kommunen“ und der revolutionären Regierung. Die Sansculotten übten einen gewaltigen Druck aus, der aus der Not und dem Elend ihrer Existenz entsprang. Die Revolution ging, so Arendt, an dem Elend, das sie selbst auf die Straße gebracht hatte, zugrunde. Die „Freiheitsleidenschaft“ der Revolutionäre versank „in einem Strom des Mitleids“. Die Schreckensherrschaft Robespierres vernichtete die Sektionen, unter anderem, weil diese sich föderal organisieren wollten, Robespierre jedoch einen zentralen Nationalstaat gründen wollte, der auf dem Allgemeinwillen beruhen sollte. Diese ersten Organe republikanischer Volksorganisation wurden also nicht von der Gegenrevolution, sondern von der revolutionären Regierung vernichtet. Folge war die Bildung eines Netzes von Parteizellen, deren Aufgabe nicht Diskussion, sondern gegenseitige Bespitzelung war. „All diese Dinge sind uns durch die Russische Revolution, in deren Verlauf die bolschewistische Partei mit genau den gleichen Methoden das revolutionäre Sowjetsystem aushöhlte und pervertierte, nur zu vertraut.“ (S. 316)
Nach Arendt entstand neben dem Rätegedanken zur gleichen Zeit das Parteiensystem, „es ist der ebenso gloriose wie unheilvolle Moment der Geburt des Nationalstaates und des Untergangs der freien Republik.“ (S. 317) Mit dem Untergang der freien Republik verlor die Bevölkerung seine Macht an die parlamentarischen Vertreter. Im Wesen des Mehrparteiensystems sieht Arendt die Anlage zur „Ein-Partei-Diktatur“ (ebd.), historisch zum ersten Mal in Robespierres Schreckensherrschaft verkörpert.
Im dritten Abschnitt des letzten Kapitels stellt Arendt die politische Alternative zur Amerikanischen Revolution vor. Sie beruft sich hier fast ausschließlich auf Jefferson, der nach seiner aktiven politischen Zeit über die Revolution und seine Präsidentschaft nachdachte. Die Quelle für Arendt stellen Jeffersons Briefe dar. Jeffersons Hauptinteresse galt der Stabilität der Republik, die er durch die Nichtteilnahme der Bürger an den öffentlichen Angelegenheiten gefährdet sah.
Wer nur alle zwei oder vier Jahre zur Wahlurne geht, interessiere sich hauptsächlich für seine Privatinteressen. Damit werde unter anderem die Korruption in die öffentliche Politik getragen. Arendt warnt davor, dass „Korruption und Machtmissbrauch durch private Interessen“ sehr viel wahrscheinlicher sind als „durch den Machtmissbrauch der öffentlichen Gewalten.“ (S. 323) Dies ist nur durch Öffentlichkeit zu verhindern, in dem die Korrupten die „Angst vor der Schande“ (ebd.) fürchten.

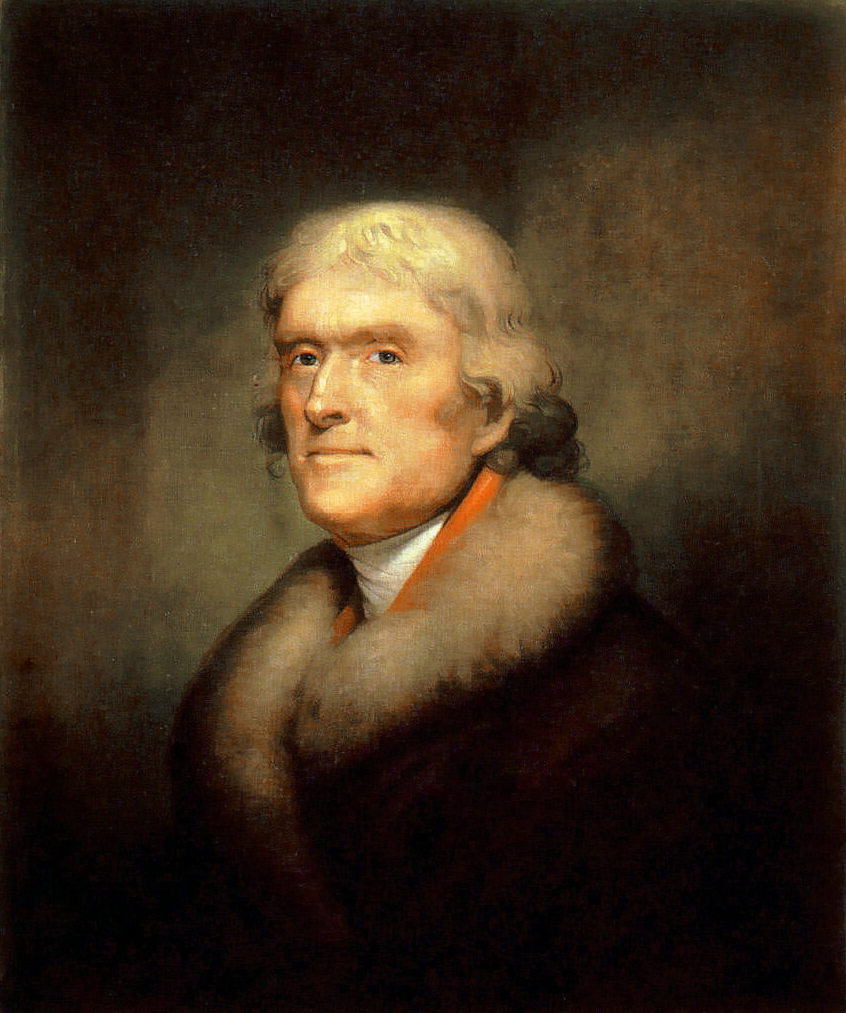
Rembrandt Peale: Thomas Jefferson (1805).

Jeffersons Lösung war das »ward-system« (»divide the counties into wards« (S. 319)), in Arendts eigener Übersetzung „Bezirkssystem“ oder „elementare Republiken“. An anderer Stelle spricht Jefferson von Bezirken, die 100 Bürger umfassen. Er benutzt auch den Begriff »councils« (S. 325) – Räte – in seinem Brief vom 2. Februar 1816 an Cabel. Jefferson umreißt dort, wie diese councils in den amerikanischen Staatsapparat integriert werden können:
 »Die Elementarrepubliken der Räte, die Kreisrepubliken, die Länderrepubliken und die Republik der Union sollten sich in einer Stufenfolge von Machtbefugnissen gliedern, deren jede, im Gesetz verankert, die ihr zufallenden Vollmachten besitzt und die alle zusammen in ein System von wirklich ausgewogenen Hemmungen und Kontrollen für die Regierung integriert sind.« (S. 325f)
Zwar beschreibt Jefferson die speziellen Funktionen der Elementarrepubliken nicht näher, fährt Arendt fort, er erkenne aber, dass man durch die von ihm vorgeschlagene Räte-Unterteilung besser als durch das mechanische Wahlsystem die Stimme des Volkes ausfindig machen könne. Die Autorin fügt hinzu, dass Jeffersons Vorschlag, die Elementarrepubliken bzw. Räte gegenüber der Zentralregierung zu stärken, weit über eine einfache Reform der bestehenden Staatsform hinausgereicht habe.
Endziel einer Revolution, wie auch der Überlegungen Jeffersons, ist Arendt zufolge die politische Freiheit der Bürger, da
„keiner glücklich genannt werden kann, der nicht an öffentlichen Angelegenheiten teilnimmt, daß niemand frei ist, der nicht aus Erfahrung weiß, was öffentliche Freiheit ist, und daß niemand frei oder glücklich ist, der keine Macht hat, nämlich keinen Anteil an öffentlicher Macht.“ (S. 326f)
In den USA bildeten vor der Revolution die «townships» die Elementarrepubliken, die in der Verfassung indes nirgends vorkommen. In Europa entwickelten sich in fast allen Revolutionen spontan Rätesysteme, die umgehend von den Parteien, ob links, rechts oder revolutionär, vernichtet wurden. Arendt betont an mehreren Stellen den überparteilichen und vor allem friedlichen Charakter der Räte, die nach Jeffersons Auffassung „die einzig mögliche gewaltlose Alternative zu seinen früheren Vorstellungen … einer dem Generationswechsel entsprechenden Revolutionsfolge bildete.“ (S. 321)
Sie bezeichnet Marx und Lenin als „die beiden größten Revolutionäre“ (S. 328), die nach eigener Aussage jedoch weder die Revolution der „zweiten“ Pariser Kommune noch die Russische Revolution („Novemberrevolution“) vorausgesehen hätten. Das Rätesystem als Alternative zu bürokratischen und zu Gewalt neigenden revolutionären (Ein)parteiensystemen sei jeweils spontan, ohne direkte Vorbilder, aufgetreten.
Nach Arendt gehört eine „weit verbreitete Verachtung für den Staatsapparat zu den mächtigsten verursachenden Kräften einer Revolution“. (S. 334) Die „Berufsrevolutionäre“ waren zwar wichtig für die modernen Revolutionen, bereiteten aber keine bewaffneten oder unbewaffneten Aufstände vor. „Der Ausbruch einer Revolution befreit die lokalen Berufsrevolutionäre aus ihren jeweiligen Aufenthaltsorten, aus den Gefängnissen und den Bibliotheken und den Kaffeehäusern. Nicht einmal Lenins Partei von Berufsrevolutionären hätte je eine Revolution «machen» können; auch sie konnten sich nur bereithalten, um im Moment des Zusammenbruchs schleunigst zur Stelle zu sein.“ (S. 333f) Die Berufsrevolutionäre wissen demnach nur, wann die Macht auf der Straße liegt. Ihr größter Vorteil ist, dass „ihre Namen bekannt und nicht kompromittiert sind.“ (S. 334)
Während einer Revolution bilden sich jedes Mal spontan Räte – mit Ausnahme der Februarrevolution 1848 und der Märzrevolution 1848, die eine neue Staatsform repräsentierten. Die Berufsrevolutionäre sind laut Arendt „besonders ungeeignet, das wirklich Neue einer Revolution zu sehen und zu verstehen.“ (S. 335) Die Räte widersprachen dem, was sie gelernt hatten und waren damit konterrevolutionär. Sie wurden als reaktionär bezeichnet oder wie von Max Adler als „ein romantischer, der »ständischen Vergangenheit« nachjagender Traum“. (S. 339)
In den Räten konnte jeder Bürger in Freiheit handeln. Dies bildete für die revolutionären Parteien bzw. das Parteiensystem eine tödliche Gefahr. Arendt zitiert Rosa Luxemburg, um deutlich zu machen, was die Folgen einer Ein-Partei-Diktatur sind:
 »Mit dem Erdrücken des politischen Lebens im ganzen Lande muß auch das Leben in den Sowjets immer mehr erlahmen. Ohne allgemeine Wahlen, ungehemmte Presse- und Versammlungsfreiheit, freien Meinungskampf erstirbt das Leben in jeder öffentlichen Institution, wird das Scheinleben in der Bürokratie allein das tätige Element. Das öffentliche Leben schläft allmählich ein, einige Dutzend Parteiführer von unerschöpflicher Energie und grenzenlosem Idealismus dirigieren und regieren, unter ihnen leitet in Wirklichkeit ein Dutzend hervorragender Köpfe, und eine Elite der Arbeiterschaft wird von Zeit zu Zeit aufgeboten, um den Reden der Führer Beifall zu klatschen, vorgelegten Resolutionen einstimmig zuzustimmen, im Grunde also eine Cliquenwirtschaft – nicht die Diktatur des Proletariats, sondern die Diktatur einer Handvoll Politiker.« (S. 340)
Die Räte bildeten sich zum Beispiel während der russischen Februarrevolution 1917 und der Ungarischen Revolution (1956) spontan selbst. Irgendwelche politischen Theorien waren dabei nebensächlich. Hier erkennt Arendt den Geist der Revolution, der sich immer mit föderalen Prinzipien verband. Das Erstaunliche ist, dass die Räte (Arbeiterräte, Soldatenräte, Bauernräte, Nachbarschaftsräte, revolutionäre Räte, Schriftsteller- und Künstlerräte, Studentenräte, Jugendlichenräte, Beamtenräte usw.) in den beiden Revolutionen sich in kürzester Zeit selbst organisierten und miteinander in Kontakt traten, „um schließlich sehr schnell durch die Weiterbildung von Regional- und Provinzialräten ein System zu errichten, aus dem die Abgeordneten zu einer Nationalversammlung, die das ganze Land repräsentierte, gewählt werden konnten.“ (S. 344) Trotzdem schafften es die Parteien, dieses System zu unterwandern und zu vernichten.
Auch an der Parteiendemokratie übt Arendt Kritik. Das englische und amerikanische Zweiparteiensystem leiste zwar durch die fast institutionalisierte Opposition eine wirksame Kontrolle der Regierenden, dies genüge jedoch nicht. Den Parteien im europäischen Mehrparteiensystem wirft sie vor, sie bildeten eine oligarchische Bürokratie, der es an innerer Demokratie und Freiheit mangele. Wegen ihres Anspruchs auf Unfehlbarkeit zeigten sie eine Neigung zum »Totalitären«. Sie konstatiert, dass „Ein-Partei-Diktaturen und Vielparteiensysteme erheblich mehr miteinander gemein haben als Zweiparteiensysteme“. (S. 345)
Aber das, nach Arendt, bewährte Zweiparteiensystem habe es versäumt, einen öffentlichen Raum zu schaffen, in dem die Bürger aktiv werden können. Meinungsbildung der Bürger kann sich indes nur im öffentlichen Raum entwickeln. Die Presse, die so genannte vierte Gewalt, biete zwar die Möglichkeit der Meinungsbildung, aber auch die Möglichkeit der Manipulation von Journalisten durch Abhängigkeitsverhältnisse.
Die Parteien vertreten die Grundüberzeugung, „daß der Zweck aller Politik die Wohlfahrt des Volkes sei, daß also in der richtigen Ordnung der Dinge Politik zugunsten von Verwaltung ausgeschaltet werden müsse.“ (S. 352) Der Wohlfahrtsstaat stellt eine Verwaltungsmaschine dar, die besser von Verwaltungsexperten geleitet werden könnte als von gewählten politischen Abgeordneten. Die Abgeordneten seien nur noch Beamte ohne wirklich freie Handlungsmöglichkeiten. Dies alles bezeichnet Arendt als antipolitisch. Ihre große Sorge ist der Verlust des Politischen überhaupt.
Gleichzeitig misstrauen die Parteien dem Volk und setzen es mit der Masse gleich. Nach Arendt behaupten die Parteien, dass das Volk sich selbst nicht regieren könne und die politischen Geschäfte eine Bürde darstellen, die nur wenige auf sich nehmen würden. Andersherum ist es auch so, dass das Volk großes Misstrauen gegen Parteien und das parlamentarische System hat. Für populistische Bewegungen kann es deshalb umso leichter sein, das Volk in Masse zu verwandeln, je unfähiger das Parteiensystem und je korrupter die Parlamente sind.
Die Räte stellen, betont Arendt, für die Parteien eine große Gefahr dar. „Keine Partei … hat je daran gezweifelt, dass sie eine wirkliche Verwandlung des Staates in ein Rätesystem nicht würde überleben können.“ (S. 351) Nur in Ausnahmesituationen – Krieg oder Revolution – konnte man die Räte gebrauchen. Danach galt es sie zu vernichten. Da die Räte parteipolitisch neutral waren, wurden sie automatisch zu Feinden der Parteien.
Die Parteien bezweifelten außerdem die Fähigkeit der Räte, den Staat zu verwalten. Aber das sei nie der Anspruch der Räte gewesen. Räte sind, unterstreicht Arendt, politische Organisationen und keine Verwaltungsmaschinen. Zum Beispiel werden die Vertreter der Arbeiterräte nach politischen Kriterien ausgewählt und nicht danach, ob sie einen Betrieb gut führen können. Weist man Arbeiterräten Verwaltungsaufgaben zu, sind sie überfordert. Arendt fordert hier, wie generell, eine klare Trennung zwischen dem öffentlichen politischen Raum, in dem man in Freiheit handeln kann, und dem Raum, der durch notwendige Prozesse von Experten zu regeln ist. Beide Räume benötigen Menschen mit unterschiedlichen Fähigkeiten.
Für den politischen Raum benutzt Arendt wiederholt die Metapher von „der Oase in der Wüste“ oder „von Inseln im Meer der Notwendigkeiten“, um deutlich zu machen, dass hier die Freiheit absolut ist. Dieser Bereich der Freiheit umfasst nur einen kleinen Bereich im (heutigen) menschlichen Leben, der geschützt werden müsse, weil er von außen bedroht sei. (Jürgen Habermas verwendet ähnliche Begriffe, wenn er von „Lebenswelt“ versus „System“ spricht.)
Arendt führt den Begriff der Elite ein, der zwar „peinlich“ sei, weil er in der Vergangenheit eine Staatsform beinhalte, in der Wenige über Viele herrschten, „obwohl politische Angelegenheiten … schlechterdings alle Einwohner eines Territoriums angehen“. (S. 355) Jedoch seien politische Leidenschaften – der Mut, das Streben nach öffentlichem Glück, der Geschmack an öffentlicher Freiheit, das Streben nach Auszeichnung unabhängig vom Amt, Würden und gesellschaftlicher Stellung, ja sogar unabhängig von Erfolg und Ruhm, in allen Gesellschaften nicht gerade weit verbreitet. „Vom Standpunkt der Revolution aus und im Interesse des Erhaltens des revolutionären Geistes ist es nicht die Neuformierung von Eliten, die von Übel ist.“ (S. 357) Dem Parteiensystem wirft sie vor, dass zwar die Geburtselite (Adlige) abgeschafft worden sei, jedoch eine so genannte Volkselite jetzt die Regierungsgeschäfte führe, die es nicht geschafft habe, einen öffentlichen freien Raum für das Volk zu schaffen, in dem sich eine Elite bilden könnte. Die Parteien wählen ihre Elite indes nach Kriterien aus, „die selbst zutiefst unpolitisch sind. Es liegt im Wesen des Parteiensystems, daß es echte politische Begabung nur in Ausnahmefällen hochkommen läßt.“ (ebenda)
Auch die Männer, die in den Räten versammelt waren, bildeten eine Elite. Es handelte sich jedoch um „die einzig echte aus dem Volk stammende Elite.“ (ebenda) Auf jeder Ebene des Rätesystems bis zum Obersten Rat würden freie, gleiche Abgeordnetenwahlen stattfinden, so dass jede Vertretung das Vertrauen von ihresgleichen besäße. Diese Staatsform würde zwar „die uralte Gestalt der Pyramide annehmen, jedoch keine autoritäre Regierung bilden, in der die Autorität von oben nach unten verläuft, sondern die Autorität würde – mit Gleichheit vereint – auf jeder Stufe der Pyramide gleichsam neu entstehen.“ (S. 358) Arendt betont, dass die hier skizzierte Elitenauswahl für den politischen Raum gilt und nicht für andere Bereiche wie zum Beispiel den kulturellen oder wissenschaftlichen Bereich.
Den genauen Aufbau des angestrebten Rätesystems beschreibt Arendt nicht. Es sei vielmehr klüger, Jefferson zu folgen, der mit den Elementarrepubliken lediglich einen Anfang machen wollte. Gegenwärtig (1963) sei es wichtig, so fährt sie dann doch fort, die Massengesellschaft zu zerschlagen. Öffentliche Freiheit, öffentliches Glück und die Verantwortlichkeit für öffentliche Angelegenheiten würden dann den Wenigen zufallen, die in allen Gesellschafts- und Berufsschichten daran Geschmack fänden. „Nur wer an der Welt wirklich interessiert ist, sollte eine Stimme haben im Gang der Welt. … Ein solches geregeltes Fernbleiben von öffentlichen Geschäften würde in Wahrheit einer der wesentlichen negativen Freiheiten Substanz und Realität verleihen, nämlich der Freiheit von Politik …“ (S. 360).

## Rezeption
Nach Marie Luise Knott hat Arendt „keine ordentliche historische Abhandlung der Revolutionen verfasst, sondern ein Buch der Warnung, einen Versuch, den verlorenen Schatz der Revolution (allen voran der Amerikanischen Revolution) zu bergen.“ Weiter schreibt Knott ist Über die Revolution der „Text par excellence über die Sehnsucht zu handeln und die Grenzen der Freiheit“ und es ist eine Abhandlung „über die Revolutionen, ohne ein fertiges Resultat ihrer Forschung zu präsentieren.“ Nach Knott gelingt Arendt durch ihren Denk- und Schreibstil „etwas Neuartiges: Der Leser wird zum – möglichen – Akteur, er vollzieht eine Eigenermächtigung.“ „Sie [Arendt] verwandelt das Resultathafte etwas Ausgehandeltes und Auszuhandelndes zurück und gibt die politischen und die menschlichen Dilemmata der damaligen Zeit den heutigen Lesern neu zu bedenken auf. Jefferson wird zum Zeitgenossen. Darüber hinaus werden revolutionäre Wünsche und Werte im Leser angesprochen: die Sehnsucht, angesichts eines politischen Dilemmas nicht in Lethargie zu versinken, sondern neue Wege zu suchen, um die Macht der Revolution »in Reserve« zu halten. Der Leser rückverwandelt sich in Gedanken vom Konsumenten zum Produzenten. Er konsumiert nicht den Text, er denkt sich selbst im Text. […] seine Einbildungskraft ist angesprochen. Geschichte wird aus ihrer Zwangsläufigkeit befreit. […] Indem die Vielstimmigkeit im Text erzeugt wurde, werden andere Personen denkbar, die sich mit anderen Gedanken in den »living room« begeben. Es gibt sie, die Leser im Plural.“
Seyla Benhabib kritisiert unter anderem: „Arendts Versuch, auf dem Wege einer ontologischen Abgrenzung zwischen Freiheit und Notwendigkeit das Politische vom Ökonomischen zu trennen, ist … zwecklos und unplausibel. Das Reich der Notwendigkeit ist ganz und gar von Machtverhältnissen durchdrungen: Macht über die Verteilung von Arbeit, von Ressourcen, über Autorität usw.“ Mit dem Problem, wo das Politische aufhört und das „Gesellschaftliche“ anfängt, befasst sich Arendt nicht.
Ihre Freundin Mary McCarthy beanstandet, dass sie Wirtschaftsfragen und Fragen der menschlichen Wohlfahrt bei ihrer Betrachtung des Politischen ausklammert. Es könne nicht um Reden an sich gehen, sondern um Reden über etwas und zwar über mehr als die Frage nach Krieg und Frieden. Arendt räumt dies ein und erwidert, öffentliche Angelegenheiten hätten sich im Laufe der Geschichte gewandelt. Dies müsse noch historisch untersucht werden. In diesem 1972 geführten Gespräch mit Freunden und Kollegen in Toronto blieb der Dissens darüber bestehen, ob eine Trennung des Sozialen und Politischen möglich sei. Arendt wählt als Beispiel den Wohnungsbau. Das soziale Problem seien die angemessenen Wohnmöglichkeiten, während Fragen der Integration in den Bereich der politischen Entscheidungen gehörten.
Oliver Marchart verteidigt Arendts Ansatz, denn „fände Globalisierung in einem Raum der Alternativlosigkeit statt, dann könnte es nur um Fragen der entweder effizienteren oder gerechteren Verwaltung gehen – letztlich um ein besseres Globalisierungsmanagement. Man bliebe dabei völlig im Denkhorizont des Ökonomischen, also des Reichs der Notwendigkeit. Wenn es aber um die Welt geht, dann geht es zugleich um Forderungen nach Demokratisierung und nach Ausweitung und Vervielfachung öffentlicher Räume. Erst das wäre die eigentlich politische Alternative zum scheinbar unüberschreitbaren Horizont des Ökonomischen.“
Benhabib bemängelt zudem, Arendt habe nicht gesehen, „daß die Amerikanische Revolution auch ihren Anteil an Gewalt und Terror hatte, als ein Jahrhundert später der von 1861 bis 1865 andauernde Sezessionskrieg ausbrach.“ Die Gewalt entlud sich, im Gegensatz zur Französischen Revolution, 100 Jahre später.
Weiterhin betont Benhabib die Wirkung, die Arendt auf Habermas gehabt habe, besonders durch „die Wiederentdeckung des Begriffs vom öffentlichen Raum.“
Habermas bezeichnet in einer Rezension (Merkur 20, 1966), das Buch Über die Revolution als „spannend und lehrreich“. Aber er unterstreicht auch, dass es lehre, „wie ein Philosophieren, das einst das Ganze umfasste, heute selbst in seinen intellektuell beweglichen Formen zu imposanter Einseitigkeit erstarrt.“ Zehn Jahre später greift Habermas auf Arendts Machtbegriff, den sie in der Vita Activa und im Revolutionsbuch entwickelt, zurück. Nach Habermas muss Arendts Begriff der kommunikativen Macht jedoch „aus der Verklammerung mit seiner aristotelisch inspirierten Handlungstheorie“ gelöst werden. Trotzdem kommt Habermas zu folgenden Ergebnis: „Legitime Macht entsteht nur unter denen, die in zwangsloser Kommunikation gemeinsame Überzeugungen bilden.“ Am Ende des Essays wirft Habermas Arendt vor, dass „sie am Ende der ehrwürdigen Figur des Vertrages mehr als ihrem eigenen Begriff einer kommunikativen Praxis“ vertraue.
Überdies hebt er hervor, dass Arendt den „Kommunikationsbegriff der Macht“ im Totalitarismusbuch und im Revolutionsbuch von „entgegengesetzten Seiten beleuchte: die Vernichtung politischer Freiheit unter totalitärer Herrschaft und die revolutionäre Begründung der politischen Freiheit.“
In Faktizität und Geltung greift Habermas 1988 wieder auf Arendts Begriff der Macht zurück, die am reinsten hervortritt, „wenn Revolutionäre die Macht ergreifen.“ In solchen Augenblicken ist es „immer wieder dasselbe Phänomen der Verschwisterung der kommunikativen Macht mit der Erzeugung legitimen Rechts, das H. Arendt in den verschiedenen historischen Augenblicken aufspürt und für das ihr die verfassunggebende Kraft der Amerikanischen Revolution als Vorbild dient.“ Aber Habermas differenziert Arendts Machtbegriff, er schlägt „vor, das Recht als das Medium zu betrachten, über das sich kommunikative Macht in administrative umsetzt.“
Habermas beschäftigt sich in Faktizität und Geltung auch mit der Französischen Revolution und dem „Revolutionsbewusstsein“. Ähnlich wie Arendt kommt er zu dem Ergebnis, dass „die Prinzipien der Verfassung […] in unserem Gemüt keine Wurzel schlagen [werden], bevor sich nicht die Vernunft ihrer orientierenden, ihrer zukunftsweisenden Gehalte vergewissert hat.“ Anders als Arendt betont er, dass „die von der Französischen Revolution ausgelöste kulturelle Dynamik nicht zum Stillstand gekommen“ ist.
Laut Grit Strassenberger hat Arendt „mit ihrem Revolutionsbuch eine am Homerischen Modell orientierte Erzählung von Gewinn und Verlust politischer Erfahrung geschrieben.“ Der Gewinn bei der amerikanischen Revolution ist nach Strassenberger die Möglichkeit des Anfangen könnens, „die Erfahrung der Gründung einer modernen Republik.“ Der Verlust ist die nicht erfolgreiche Umsetzung der Revolution, dass „man für alles Institutionen gefunden hat, nur nicht für den sie tragenden revolutionären Geist.“ Damit meint Strassenberger die Räte. „Wie Homer in der Ilias den jahrhundertelang zurückliegenden Vernichtungskrieg so erzählt, dass die Vernichtung in der Dichtung wieder rückgängig gemacht wird, so erzählt Arendt die Geschichte der Revolutionen als Geschichte der von Geschichte zum Untergang verurteilten Räte.“
Nach Helmut Dubiel wurde das Buch Über die Revolution Anfang der 1990er Jahre „so häufig gelesen wie kaum ein anderes Buch der modernen politischen Theorie.“ Grund waren die Ereignisse nach der Wende von 1989 während des Zusammenbruchs des Ostblocks. Für Dubiel ist Über die Revolution „eine meisterhaft präsentierte Ideengeschichte.“ Dubiel stellt die These auf, dass Über die Revolution sich „wie eine pointierte Gegenthese zu dessen (Carl Schmitts) Theorie des Politischen“ liest, obwohl Arendt sich an keiner Stelle auf Schmitt bezieht. Dubiel erkennt einige Übereinstimmungen, z. B. beim „öffentlichen Raum“, was „das Politische“ ist und der „Distanz zur bürokratisch institutionalisierten, routinisierten und professionalisierten Politik …“ Aber „in ihrer normativen Bewertung indes unterscheiden sich beide so radikal, daß sich – gerade auf der Basis ähnlicher Ausgangsannahmen – strikt konträre Positionen ergeben.“ Arendts großes Thema ist „die Begründung öffentlicher Freiheit einerseits und die »Flucht vor der Freiheit« (Erich Fromm) …“ „Carl Schmitt hingegen hypostasiert den Eigenwert einer vormodernen, transzendent definierten Legitimität so über aller Maßen, daß ihm jedes politische Mittel recht ist, um die noch gebliebenen Reste einer vormodernen Gehorsamsbereitschaft zu bewahren – und eben auch das Mittel totalitäter Herrschaft.“
Annette Vowinckel behauptet, dass Arendt in Über die Revolution ihren Blick nicht auf „den von ihr diagnostizieren Traditionsbruch“ richtet, sondern den „Spuren der politischen Freiheit“ folgt. Das Buch enthalte „weder eine umfassende Geschichte noch eine Theorie der Revolution.“
Arendt wollte Vowinckel zufolge kein normales Geschichtsbuch schreiben, sondern „intendierte […] den ‚Geist‘ der Revolution da in Worte zu fassen, wo er – wie sie meinte – unverhofft aus den Tiefen der Geschichte an die Oberfläche stieg und für kurze Zeit ‚die Welt mit Glanz erfüllte‘.“
Ihre Methode der „‚Perlentaucherei‘“, „ihre konzeptionelle Eigenwilligkeit“, habe ihr eine scharfe Kritik der jeweiligen Experten, z. B. Hobsbawms, eingetragen. Vowinckel stellt die These auf, Arendt habe ein „Geschichtsbild, in dem sich nichts organisch oder logisch aus der Vergangenheit ableiten läßt, sondern in dem man der Vergangenheit Stichproben entnimmt, um sie auf ihren handlungsweisenden Gehalt zu prüfen“.
Sie arbeitet Arendts Zurückweisung der hegelschen Geschichtsphilosophie heraus. Es gibt nach Arendt, so Vowinckel, „weder die Geschichte noch die Wahrheit, sondern eine Sammlung von unzähligen Einzelgeschichten […] und ebenso viele Wahrheiten“. Diese „erschließe sich dem Auge des Historikers nicht von selbst, […], sondern müssen aus dem festgefügten Rahmen der Vergangenheit ‚herausgesprengt‘ werden.“
Vowinckel sieht in der Technik der ‚Perlentaucherei‘, des ‚Heraussprengens‘ eine Übereinstimmung mit Walter Benjamin, der Zitate gesammelt habe; Benjamin und Arendt waren bis zu seinem Selbstmord auf der Flucht in Frankreich eng befreundet. Auch bei Karl Popper konstatiert Vowinckel einen ähnlichen Ansatz. „Das, was von Poppers Scheinwerfer beleuchtet wird, entspricht den ‚Perlen‘, die Arendt bei ihren Tauchgängen in die Vergangenheit ans Licht bringt.“
Außerdem spreche Arendt in Über die Revolution viele Aspekte an, die bereits Tocqueville, Burke oder Montesquieu beschrieben hätten; „eigentlich originell sind allein die Konzeption des Buches und die am Schluß ausgeführte Option für die Rätedemokratie als beste aller Staatsformen.“ Trotzdem schreibt Vowinckel, dass Über die Revolution „vielleicht doch der letzte (und gemessen an der derzeitigen Popularität halbwegs geglückte) Versuch, der Geschichte mit Hilfe der Vernunft zu ihrem Recht zu verhelfen“, gewesen sei.

## Ausgabe
- Hannah Arendt: Über die Revolution (On Revolution New York 1963), dt. Ausgabe 1965; Piper, 4. Auflage. München 1994, ISBN 3-492-21746-X.
  - 2018 herausgegebene Kurzversion von Hannah Arendt:

Die Freiheit, frei zu sein, aus dem Englischen von Andreas Wirthensohn, 2018, ISBN 978-3-423-14651-7.[51]
  - Englisches Original: Never-Before-Published Hannah Arendt on What Freedom and Revolution Really Mean.
- Hannah Arendt: Über die Revolution, dt. Ausgabe 1965; Piper, 1. Auflage (Erweiterte Neuausgabe 2020). München 1965, ISBN 978-3-492-31692-7.

## Sekundärliteratur
- Hannah Arendt: Revolution und Freiheit. S. 227–253, in: Zwischen Vergangenheit und Zukunft. Übungen im politischen Denken I. Texte 1954–1964. Hrsg.: Ursula Ludz. Piper, München 1994, 2. durchges. Aufl. 2000, ISBN 3-492-21421-5
- Seyla Benhabib: Hannah Arendt. Die melancholische Denkerin der Moderne. (Hrsg.: Otto Kallscheuer) Hamburg 1998, ISBN 3-88022-704-7. (Originaltitel: The Reluctant Modernism of Hannah Arendt. 1996)
- Jürgen Habermas: Die Geschichte von den zwei Revolutionen (1966). In: Jürgen Habermas: Philosophisch-politische Profile. Frankfurt 1987, ISBN 3-518-28259-X, S. 223–228.
- Jürgen Habermas: Hannah Arendts Begriff der Macht.(1976) In: Jürgen Habermas: Philosophisch-politische Profile. Frankfurt 1987, S. 228–248.
- Jürgen Habermas: Faktizität und Geltung. Beiträge zur Diskurstheorie des Rechts und des demokratischen Rechtsstaates. Frankfurt am Main 1994, ISBN 3-518-28961-6.
- Wolfgang Heuer: Hannah Arendt. Rowohlt, Reinbek 1987, ISBN 3-499-50379-4, S. 52f, S. 54–56, S. 101–108.
- Oliver Marchart: Neu beginnen. Hannah Arendt, die Revolution und die Globalisierung. Verlag Turia + Kant, 2005, ISBN 3-85132-421-8.
- Oliver Marchart, Wolfgang Heuer: On Revolution/Über die Revolution. In: Wolfgang Heuer, Bernd Heiter, Stefanie Rosenmüller (Hrsg.): Arendt-Handbuch. Leben, Werk, Wirkung. J.B. Metzler, Stuttgart/ Weimar 2011, ISBN 978-3-476-02255-4, Marchart S. 84–89. Heuer S. 89–91.
- Annette Vowinckel: Arendt. Reclam, Leipzig 2006, ISBN 3-379-20303-3, S. 67–75.
- Thomas Wild: Hannah Arendt. Suhrkamp, Frankfurt am Main 2006, ISBN 3-518-18217-X, S. 82–97.
- Elisabeth Young-Bruehl: Hannah Arendt. Leben, Werk und Zeit. Fischer, Frankfurt am Main 2004, ISBN 3-596-16010-3, S. 397–413, S. 544–554. (Amerikan. Originalausgabe 1982).